# Bahnstrecke Bostan–Zhob
| Streckenlänge: | 292 km              |                               |                               |
| Spurweite: | 762 mm (Schmalspur) |                               |                               |
| |                     |                               |                               |
| \| \| \| Breitspur von Quetta \| \| \| \| 0 \| Bostan 1600 m \| Bostan 1600 m \| \| \| \| Dreischienengleis \| \| \| \| 16 \| Khanai 1673 m \| Khanai 1673 m \| \| \| 35 \| Zorghum \| Zorghum \| \| \| 51 \| Toraghhargi 2046 m \| Toraghhargi 2046 m \| \| \| 64 \| Kanmehtarzai 2224 m \| Kanmehtarzai 2224 m \| \| \| 90 \| Muslimbagh (Hindubagh) 1796 m \| Muslimbagh (Hindubagh) 1796 m \| \| \| \| \| \| \| \| \| Zaromba \| \| \| \| 117 \| Nasai \| Nasai \| \| \| 149 \| Qila Saifulla 1551 m \| Qila Saifulla 1551 m \| \| \| 205 \| Shinkai 1474 m \| Shinkai 1474 m \| \| \| 234 \| Simzai 1474 m \| Simzai 1474 m \| \| \| 253 \| Mina Bazar 1457 m \| Mina Bazar 1457 m \| \| \| \| Badinzni \| \| \| \| 292 \| Zhob (Fort Sandeman) 1386 m \| Zhob (Fort Sandeman) 1386 m \| \| \| \| \| \| \| Quellen: [1]; Anmerkung[Anm. 1] \| \| \| \| |                     |                               |                               |
| Strecke |                     | Breitspur von Quetta          | Breitspur von Quetta          |
| Kopfbahnhof Strecke ab hier außer Betrieb · Kopfbahnhof Streckenanfang (Strecke außer Betrieb) | 0                   | Bostan 1600 m                 | Bostan 1600 m                 |
| Strecke (außer Betrieb) · Strecke (außer Betrieb) |                     | Dreischienengleis             | Dreischienengleis             |
| Kopfbahnhof Streckenende (Strecke außer Betrieb) · Bahnhof (Strecke außer Betrieb) | 16                  | Khanai 1673 m                 | Khanai 1673 m                 |
| Bahnhof (Strecke außer Betrieb) | 35                  | Zorghum                       | Zorghum                       |
| Bahnhof (Strecke außer Betrieb) | 51                  | Toraghhargi 2046 m            | Toraghhargi 2046 m            |
| Bahnhof (Strecke außer Betrieb) | 64                  | Kanmehtarzai 2224 m           | Kanmehtarzai 2224 m           |
| Bahnhof (Strecke außer Betrieb) | 90                  | Muslimbagh (Hindubagh) 1796 m | Muslimbagh (Hindubagh) 1796 m |
| Strecke von links (außer Betrieb) · Abzweig geradeaus und nach rechts (Strecke außer Betrieb) |                     |                               |                               |
| Kopfbahnhof Streckenende (Strecke außer Betrieb) · Strecke (außer Betrieb) |                     | Zaromba                       | Zaromba                       |
| Bahnhof (Strecke außer Betrieb) | 117                 | Nasai                         | Nasai                         |
| Bahnhof (Strecke außer Betrieb) | 149                 | Qila Saifulla 1551 m          | Qila Saifulla 1551 m          |
| Bahnhof (Strecke außer Betrieb) | 205                 | Shinkai 1474 m                | Shinkai 1474 m                |
| Bahnhof (Strecke außer Betrieb) | 234                 | Simzai 1474 m                 | Simzai 1474 m                 |
| Bahnhof (Strecke außer Betrieb) | 253                 | Mina Bazar 1457 m             | Mina Bazar 1457 m             |
| Bahnhof (Strecke außer Betrieb) |                     | Badinzni                      | Badinzni                      |
| Kopfbahnhof Streckenende (Strecke außer Betrieb) | 292                 | Zhob (Fort Sandeman) 1386 m   | Zhob (Fort Sandeman) 1386 m   |
| |                     |                               |                               |
| Quellen: ; Anmerkung |                     |                               |                               |

Die Bahnstrecke Bostan–Zhob – bekannt auch unter der Bezeichnung Zhob Valley Railway (ZVR) – war eine 292 km lange schmalspurige Bahnstrecke in Pakistan, die unter britischer Kolonialherrschaft errichtet worden war und zuletzt von der Pakistanischen Eisenbahn betrieben wurde. Sie gilt als eine der längsten Bahnstrecken in der Spurweite von 762 mm (2 ft 6‘‘).

## Geografisch Lage
Die Strecke war in Bostan (ca. 1600 m über dem Meeresspiegel) mit dem Breitspurnetz verbunden, von wo aus über Quetta eine Bahnverbindung in den Süden des Landes bestand. Die Trasse nutzte in ihrem östlichen Verlauf das Tal des Zhob. Um dorthin zu gelangen, musste die Strecke von Bostan aus aber zunächst eine Gebirgsschwelle überwinden. Dabei erreichte sie beim Bahnhof Kan Mehtarzai mit 2224 m über dem Meeresspiegel ihren höchsten Punkt. Sie war damit zugleich die höchstgelegene Bahnstrecke in Britisch-Indien und später in Pakistan. Die Strecke endete in Zhob (bis 1976: Fort Sandeman), wo die britische Kolonialmacht seit 1889 einen großen Militärstützpunkt unterhielt. Zwischen den beiden Endbahnhöfen verlief die Strecke in sehr dünn besiedeltem Gebiet.
Abzweigend in Hindubagh (Muslimbagh) gab es eine Zweigstrecke nach Zaromba.

## Geschichte
Der Bau der Bahn begann 1916, mitten im Ersten Weltkrieg, durch die Baluchistan Chrome Mines Ltd., die bei Muslimbagh (bis in die 1960er Jahre: Hindubagh) Chromerz förderte, das für die Rüstungsindustrie wichtig war. Die von Khanai aus vorangetriebene Strecke – bis dort reichte das Breitspur-Netz – erreichte Hindubagh 1917.
1921 wurden die Strecke und deren Betrieb von der North Western Railway übernommen. 1927 wurde der Abschnitt bis Qila Saifulla, 1929 der Abschnitt bis Fort Sandemann in Betrieb genommen. Eine ursprünglich geplante Verlängerung bis Bannu wurde nicht mehr gebaut. 1939 wurde die Strecke von Khanai nach Bostan um 16 km mit einem Dreischienengleis verlängert und in der Folge auch der Betriebsmittelpunkt nach Bostan verlagert.
Der Personenverkehr wurde 1985 eingestellt, der Chromerztransport ein Jahr später. 2007/08 wurde die Strecke abgebaut, nachdem das Oberbaumaterial auf Abbruch versteigert worden war. Zu diesem Zeitpunkt war aber schon viel davon gestohlen.
2016 wurde vorgeschlagen, die Trasse im Zuge eines geplanten Verkehrskorridors zwischen China und Pakistan für eine Breitspur-Eisenbahn zu nutzen.

## Betrieb
Betriebsmittelpunkt war bis 1939 Khanai, anschließend Bostan. Eingesetzt wurden überwiegend Dampflokomotiven der Baureihe G (1’D1), die – zumindest in den letzten Betriebsjahren – ölgefeuert waren. Für den Transport des Chromerzes wurden Selbstentladewagen, die auf Drehgestellen liefen, eingesetzt.
Die durchschnittliche Geschwindigkeit der Züge betrug lediglich knapp 15 km/h. Zwischen den beiden Endbahnhöfen waren sie planmäßig etwa 18 bis 19 Stunden unterwegs, wobei in Hindubagh und Qila Saifullah etwa einstündige Aufenthalte vorgesehen waren. Den Reisenden wurden auch Schlafwagen angeboten. Ein durchgehender Zug verkehrte allerdings nur ein oder zwei Mal pro Woche. Weitere Fahrten wurden zwischen Bostan und Hindubagh angeboten.
Die Bahn war für die Versorgung der Bewohner im Zhob-Tal wichtig. Für deren medizinische Versorgung gab es einen zweiachsigen Apotheken-Wagen. Neben der Haupteinnahmequelle, der Abfuhr des Chromerzes, wurden auch die landwirtschaftlichen Produkte des Zhob-Tales mit der Bahn befördert. Das Personenverkehrsaufkommen dagegen blieb immer gering.
Wegen der großen Höhe hatte die Bahn im Winter mit Schnee zu kämpfen, in dem auch schon mal ein Zug stecken blieb.

## Empfangsgebäude
Die Empfangsgebäude werden als besonders pittoresk beschrieben. Alle hatten einen angebauten achteckigen Pavillon, in dem sich der Fahrkartenschalter befand.